# Буржский университет
Буржский университет (фр. Université de Bourges) — университет в городе Бурж (Франция).
Основан королём Людовиком XI в 1463 году по просьбе своего брата Карла II, герцога Беррийского. Создание университета было санкционировано 12 декабря 1464 Папой Павлом II.
Активное участие в деятельности принимала Маргарита Наваррская, сестра Франциска I и Маргарита Французская (герцогиня Савойская).
Университет Бурже первоначально принимал студентов из Франции, Берри, Аквитании, Турени. Когда университет стал очень известным, сюда с XVI века стали приезжать многие немецкие студенты. Но после войны Аугсбургской лиги в конце XVII века их приток резко сократился.
В Буржском университете очень сильное влияние имели гугеноты, которых в 1528 году осудил Синод.
В составе университета было пять факультетов (искусства, теологии, медицины, канонического и гражданского права). Университет Буржа специализировался, в первую очередь, на преподавании римского права. Под влиянием Андреа Альчато был применён еще один способ преподавания римского права: правового гуманизма, с применением методов филологии (лекции читались на латыни и греческом), эпиграфики, а также истории и прикладного применения права. Среди основных предметов правового гуманизма: создание текстов канонического права, глоссариев, толкование свода гражданского и канонического права в свете возрождения интереса к изучению греческой и латинской литературы (и их перевод на французский язык).
К преподаванию в университете в разное время были привлечены известные представители научного мира, среди них Мишель де л’Опиталь, Жак Амио, Франсуа Отман и другие. В этом университете преподавал знаменитый юрист Куяций.
Именно в Бурже обратился к учению Лютера Жан Кальвин. Среди других известных студентов и выпускников были Теодор Беза, Конрад Геснер, Антуан Луазель, Никола де Пеллеве, Конрад Пейтингер, Иоанн Секунд, Жак Огюст де Ту и другие.
Буржский университет был упразднён во время Французской революции.